# Pisomyxa
Pisomyxa är ett släkte av svampar. Pisomyxa ingår i ordningen Eurotiales, klassen Eurotiomycetes, divisionen sporsäcksvampar och riket svampar.
|          | Elaphomycetaceae                        |
|          |                                         |
|          | Thermoascaceae                          |
|          |                                         |
|          | Trichocomaceae                          |
|          |                                         |
|          | Kendrickiella                           |
|          |                                         |
|          | Veronaia                                |
|          |                                         |
|          | Thermomyces                             |
|          |                                         |
|          | Leiothecium                             |
|          |                                         |
|          | Samarospora                             |
|          |                                         |
| Pisomyxa | \| \| Pisomyxa rhacodioides \| \| \| \| |
|          | \| \| Pisomyxa rhacodioides \| \| \| \| |
|          | Pisomyxa rhacodioides                   |
|          |                                         |

|  | Pisomyxa rhacodioides |
|  |                       |